# Ophiogomphus colubrinus
Ophiogomphus colubrinus är en trollsländeart som beskrevs av Selys 1854. Ophiogomphus colubrinus ingår i släktet Ophiogomphus och familjen flodtrollsländor. IUCN kategoriserar arten globalt som livskraftig. Inga underarter finns listade i Catalogue of Life.